# Yogui el oso de Pascua
Yogui el oso de Pascua (Yogi the Easter Bear en idioma inglés) es una película de televisión producida por Hanna-Barbera Productions en 1993, dirigida por Robert Álvarez. Cuenta con la famosa aparición del oso Yogui con su inseparable amigo el oso Bubu.

## Argumento
El guardiabosques Smith está trabajando como loco con los preparativos para la fiesta de Pascua, así como muchos niños El Comisionado Jefe también estará presente, y por lo tanto nada puede salir mal. Pero, por una vez, incorregiblemente, El Oso Yogui hace un lío y da vuelta al partido al revés! Arrepentido, él y Bubu están en busca del conejo de Pascua con la esperanza de que puede guardar el evento. Sin embargo, nuestros héroes descubren que el conejo fue secuestrado y deciden ir en su busca,

## Voces
- Greg Burson - Oso Yogui
- Don Messick - Oso Bubu, Guardabosques Smith
- Charlie Adler - Paulie
- Gregg Berger - Clarence
- Marsha Clark - Mujer Guardabosques
- Jeff Doucette - Ernest
- Ed Gilbert - Perro Guardián
- Rob Paulsen - Conejo de pascua, Guardabosques varón
- Jonathan Winters - Mortiner

## Lanzamiento en DVD
Warner Home Video lanzó la película en DVD el 8 de febrero de 2005.